# 우크라이나의 대외 관계

우크라이나의 외교 관계

우크라이나는 소비에트 연방이 붕괴된 1991년에 독립을 선언한 국가로서, 동유럽에 위치한다.

## 각국과의 대외 관계

### 대한민국
우크라이나는 1992년 2월 10일에 대한민국과 외교 관계를 맺었으나, 2022년 현재에도, 양국을 이어주는 직항 항공 노선은 존재하지 않으며, 러시아, 프랑스, 독일 등 제3국을 경유하여 가야 하는 불편이 있었으나, 2022년 이후에 대한민국 정부는 우크라이나를 사전에 허락없이는 입국을 불허하고 있다.

### 조선민주주의인민공화국
우크라이나는 1992년 1월 9일에 조선민주주의인민공화국과 외교 관계를 수립했으나 조선민주주의인민공화국은 과거 1998년에 우크라이나 현지에 있는 대사관을 폐쇄, 철수하였으며, 2022년 7월 13일에 조선민주주의인민공화국 정부가 도네츠크 인민공화국과 루간스크 인민공화국을 주권 국가로 승인하면서, 우크라이나 정부는 양국간의 외교 관계를 단절하고 말았다.

### 러시아
우크라이나는 이웃 국가 러시아와는 관계가 역사적으로 좋지 않았으며, 몽골 제국 점령기 이후에 민족이 갈라졌으며, 여러 차례에 걸쳐서, 러시아는 우크라이나를 침공하였으며, 러시아가 나중에 우크라이나를 강제로 병합하여 수백년간 자국의 영토에 흡수하였으며, 1922년 소비에트 연방에 강제적으로 통합되는 과정에, 우크라이나는 우크라이나 SSR이 되고 말았으며, 해방이 된 1991년 이후에, 협상 아래에 독립국가연합에 가입했으나, 결국 관계 악화로 단체를 탈퇴하고 말았다. 양국이 여러번 함께 가스 협상을 여러번 치루었으나, 협상이 결렬 된적도 있었다. 자국의 동서 갈등이 충돌한 2013년에 이후에 반정부 시위가 벌어지고 EU가 재협상을 연기하는 동시에 대규모 반정부 시위가 일어나자 러시아는 우크라이나에 직접적으로 개입하기도 하였다. 유로마이단 사태와 남동부에서 일어나는 사태의 영향으로 양국의 관계가 악화되었으며,
2022년 2월, 러시아-우크라이나 전쟁으로 인하여, 국교가 단절되었으며, 양국의 관계는 최악으로 이르고있다.

### 벨라루스
우크라이나와 벨라루스는 1992년에 외교 관계를 맺었으며, 러시아에 비해서 약간 양호적이기도 했으나, 벨라루스 정부와 루카셴코 대통령이 2022년 러시아의 우크라이나 침공에서 러시아를 지원하고 말았으나, 벨라루스의 반정부 세력은 우크라이나에 동조하기도 한다.

### 미국
우크라이나는 미국과 더불어서, 친서방과의 관계를 중시해왔으며, 2022년에 러시아의 침공으로 인한 피해로 의해서, 미국은 우크라이나에 적극적인 군사ㆍ경제적인 지원을 시행하는 준비에 이르고 있다.

### 그외의 대외관계
우크라이나는 몰도바, 아제르바이잔, 조지아등과 GUAM 회원국으로서, 긴밀한 관계를 맺고 있으며, 영국, 프랑스등과도 어느 정도 양호적인 관계를 맺고 있다.

## 같이 보기
- 우크라이나 주재 외국공관 목록
- 우크라이나의 재외공관 목록